# Banja

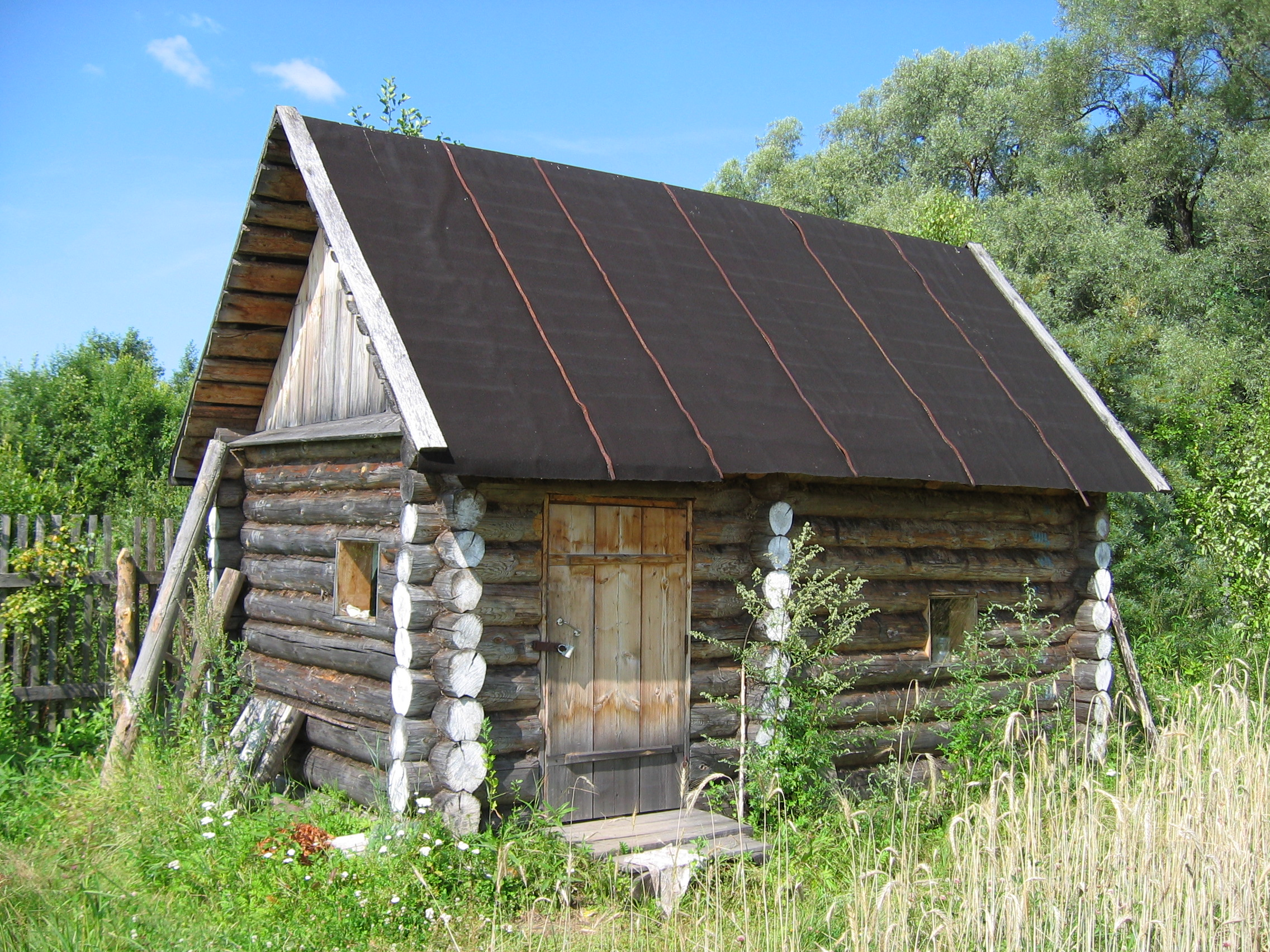
Typische russische Dorf-Banja

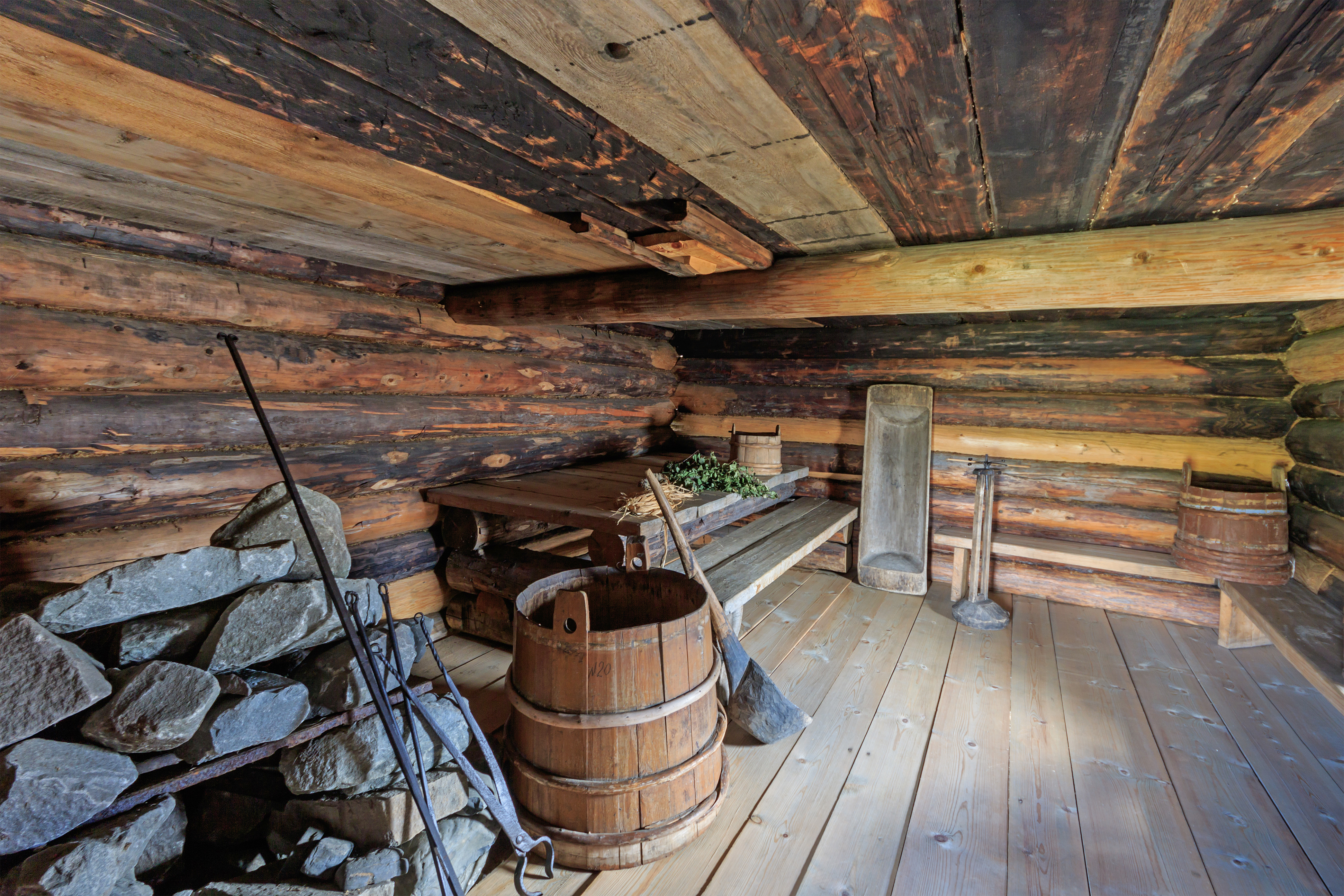
Interieur einer Banja im Freilichtmuseum Kischi

Banja (russ. баня) bezeichnet ein, einer finnischen Sauna ähnliches, russisches Dampfbad sowie ein traditionelles russisches Badehaus. In anderen slawischen Sprachen hat es ähnliche Bedeutungen und ist z. B. Teil des Namens von Kurorten, ähnlich dem deutschen Bad.
Traditionell wird in Russland die Banja mit einem Holzofen beheizt. Die russische Banja ist ähnlich heiß wie die finnische Sauna. Die Temperaturen in einer russischen Banja können aber auch deutlich über 100 °C betragen. Die klassische finnische Sauna erreicht normalerweise Temperaturen von ca. 80 bis 95 °C, jedoch wird hier wesentlich stärker mit Aufgüssen gearbeitet. Aufgüsse sind auch in der russischen Banja üblich und haben eine lange Tradition. Dabei wird heißes Wasser oder Eis, meist versetzt mit ätherischen Ölen, auf die heißen Steine des Saunaofens gegeben. Damit wird eine hohe Luftfeuchtigkeit erreicht, wodurch die Hitze noch effektiver wirken kann.
Ebenso wie die Sauna ist auch die Banja aus Holz gebaut, jedoch manchmal mit einem „ersten Stock“ im Inneren ausgestattet. Im Idealfall besteht die Banja aus drei Räumen: Dem Schwitz-/Dampfraum, einem Waschraum und einem Erholungsraum.

## Ablauf eines Banja-Besuchs

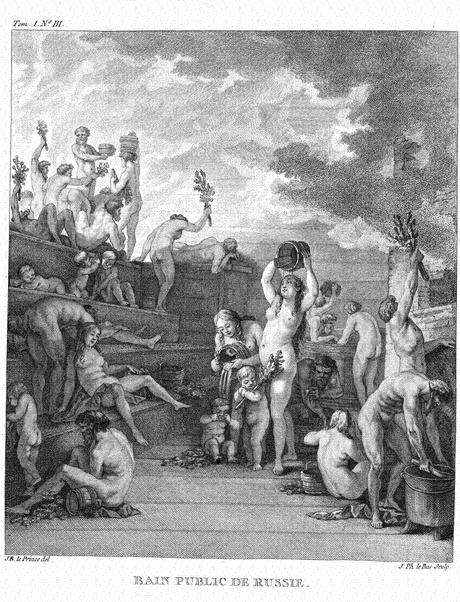
Jean-Baptiste Le Prince: Eine öffentliche Banja in Russland (1760er Jahre)

Im Waschraum spült man sich mit kaltem und warmen Wasser ab, das dann durch Spalten zwischen den Bodendielen abläuft. In der authentischen Banja steht das kalte Wasser in Kübeln bereit und kann nach Bedarf mit heißem Wasser angewärmt werden, das aus einem vom Banjaofen betriebenen Kessel gezapft wird. Der Banjaofen wird meistens vom Waschraum aus beschickt.
Der Erholungsraum fällt manchmal auch mit dem Waschraum zusammen. Klassische Ausstattung ist hier ein einfacher Tisch mit Stühlen. Hier wird zwischen den Gängen pausiert und es werden Kleinigkeiten genossen und Tee oder Bier getrunken.
Ebenso wie in der finnischen Sauna ist auch in der Banja das Quästen üblich, also sich selbst oder gegenseitig mit Bündeln von eingeweichten Birkenzweigen – auf Russisch Wenik –, den Körper abzuschlagen, was angenehm erfrischt und die Blutzirkulation anregt. Beim Quästen entsteht außerdem ein angenehmer Geruch nach Birke. Das Wasser aus dem Kübel, in dem zuvor die Birkenzweige eingeweicht wurden, ergibt gleichzeitig einen hervorragenden Birken-Aufguss, den „Wenik-Aufguss“.
Im Sommer nimmt man für die Weniks oft frische Zweige; im Winter werden dagegen Birkenzweige verwendet, die im Sommer getrocknet und vor dem Gebrauch wieder mit heißem Wasser eingeweicht wurden. Es ist wichtig, dass Blätter an den Zweigen sind, da das Abschlagen ansonsten ähnlich schmerzhaft ist wie mit einer Birkenrute.

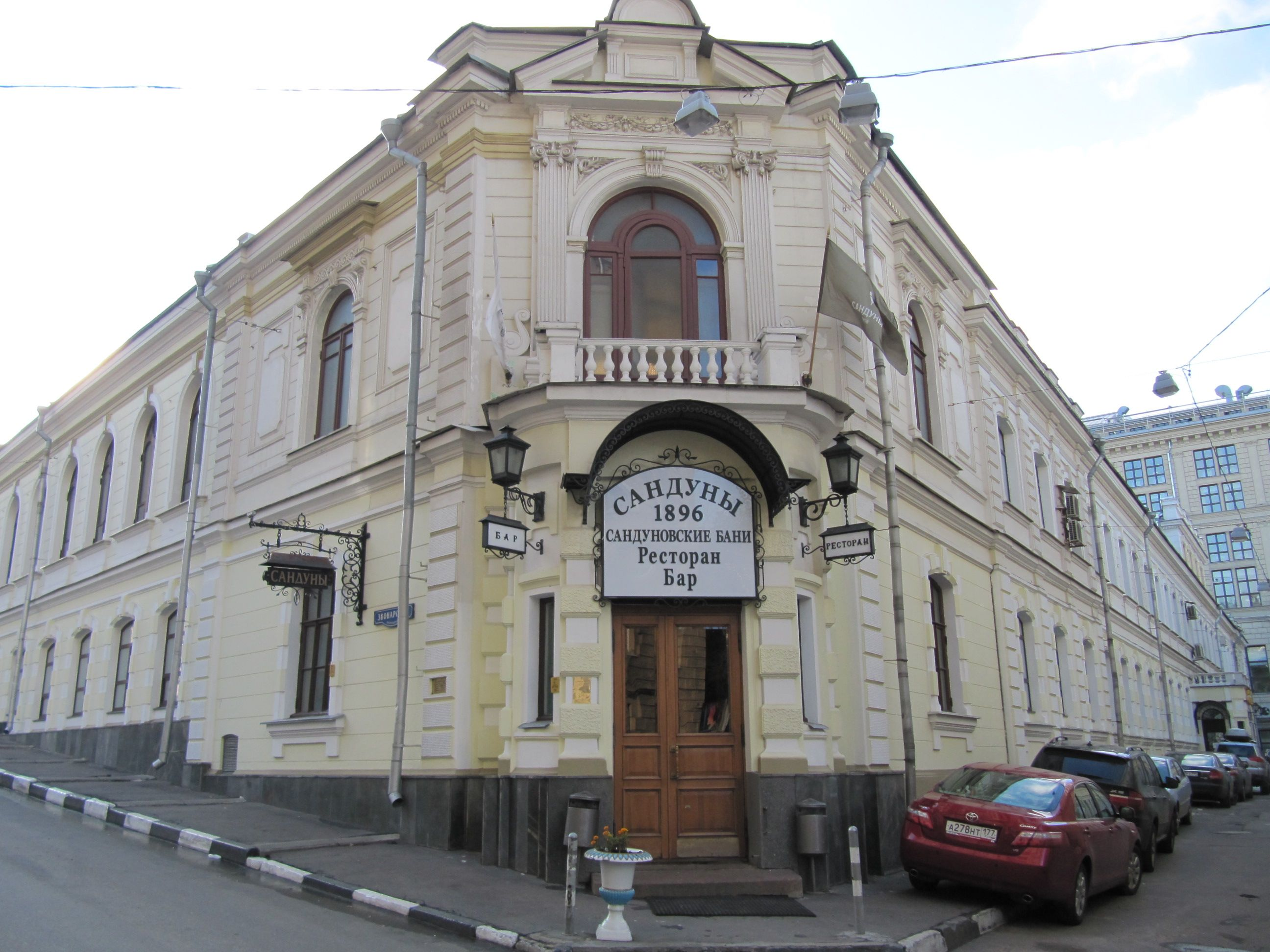
Sandunowskije bani, ein berühmtes Badehaus in Moskau

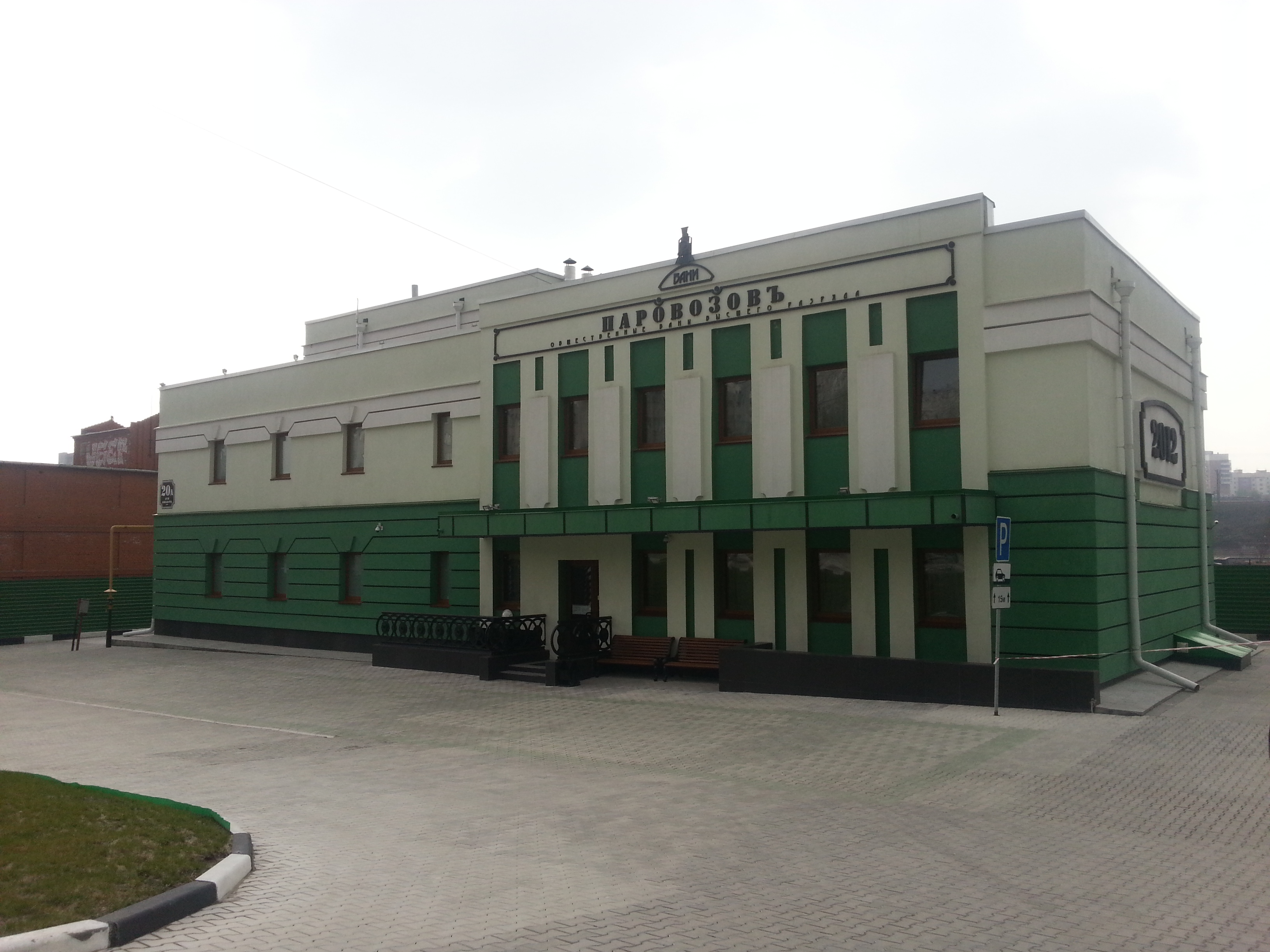
Öffentliche Bäder in Nowosibirsk

Manchmal werden auch Getränke in das Aufgusswasser gegeben, zum Beispiel Kwas oder Bier. Bier erzeugt beim Aufguss einen starken Duft, der an Brot erinnert.
In Russland wird strikt nach Geschlechtern getrennt, entweder gibt es jeweils eigene Räume für die Männer oder Frauen, oder es gibt unterschiedliche Besuchszeiten.
Ein Besuch in einer Banja verbessert die Durchblutung der Haut und wirkt gegen Muskelverspannungen. Menschen mit Entzündungen, mit akuten Infektionskrankheiten, mit Herz-Kreislauf-Krankheiten, mit Venenthrombosen oder Krampfaderleiden wird allerdings vom Besuch einer Banja, eines Hammāms, einer Sauna oder eines Dampfbades abgeraten.
Die Banja hat eine wichtige Bedeutung bei der Pflege sozialer Kontakte; unter Geschäftsleuten ist es nicht unüblich, sich in der Banja zu treffen und dort geschäftliche Entscheidungen zu fällen. Außerhalb Russlands trifft man auch häufig Russen in den öffentlichen Saunaanlagen an, wo sie untereinander Kontakte in der Diaspora pflegen.